# Ceriana garibaldii
Ceriana garibaldii är en tvåvingeart som först beskrevs av Camillo Rondani 1860.  Ceriana garibaldii ingår i släktet griffelblomflugor, och familjen blomflugor.
Artens utbredningsområde är Italien. Inga underarter finns listade i Catalogue of Life.